# Square Enix Europe
Square Enix Europe — британская компания, занимающаяся издательством видеоигр, дочерняя компания Square Enix. Главный офис компании расположен в Лондонском округе Уимблдон.
Компания была образована в 2009 году путём приобретения SCi Entertainment Group и входящей в неё Eidos Interactive компанией Square Enix. Square Enix также получила дочерние студии Eidos Interactive и интеллектуальные права студий, включая медиафраншизы Tomb Raider, Thief и Deus Ex.
В мае 2022 года Square Enix анонсировала продажу ряда тайтлов Square Enix Europe группе компаний Embracer Group за 300 млн долларов США, включая студии разработки Crystal Dynamics, Eidos Montreal, Square Enix Montreal и права на 50 наименований, включая франшизы Tomb Raider, Deus Ex, Thief и Legacy of Kain.

## Студии входящие в состав Square Enix Europe

### На данный момент
- Beautiful Game Studios (Лондон, Великобритания), основана в 2003 году;
- Eidos Shanghai (Шанхай, Китай), основана в 2008 году;
- Square Enix London Studios (Лондон, Великобритания), основана в 2009 году;

### В прошлом
- IO Interactive (Копенгаген, Дания), основана в 1998 году, стала независимой в 2017 году;
- Crystal Dynamics (Редвуд, штат Калифорния, США), основана в 1992 году, приобретена в 1998 году, продана в 2022 году;
- Eidos Montreal (Монреаль, Канада), основана в 2007 году, продана в 2022 году;
- Square Enix Montreal (Монреаль, Канада), основана в 2011 году, продана в 2022 году.

### Частично
- Rocksteady (25,1 %).

### Прекратившие своё существование
- Eidos Studios Hungary (Венгрия), основана в 2005 году, закрыта в октябре 2009 года;
- Pivotal Games (Бат, Великобритания), основана в марте 2000 года, приобретена компанией SCi 29 сентября 2003 года, закрыта 22 августа 2008 года;
- Core Design (Дерби, Великобритания), основана в 1988 году, приобретена компанией Eidos в 1996 году, закрыта 11 мая 2006 года;
- Ion Storm (Техас, США), основана в 1996 году, приобретена компанией Eidos в июле 2001 года, закрыта 9 февраля 2005 года.